# Faustball-Europameisterschaft 2006
Die 15. Faustball-Europameisterschaft der Männer fand vom 21. bis 23. Juli 2006 in Linz (Österreich) statt. Österreich war zum siebten Mal Ausrichter der Faustball-Europameisterschaft der Männer.

## Vorrunde
Gruppe A
Spielergebnisse
| 21.07.2006 | Deutschland | – | Schweiz     | 1:2 | (18:20, 20:17, 14:20) |
| 21.07.2006 | Österreich  | – | Schweiz     | 2:1 | (20:14, 17:20, 20:9)  |
| 22.07.2006 | Österreich  | – | Deutschland | 2:1 | (15:20, 20:17, 21:19) |

Gruppe B

Ursprünglich sollte Albanien die Gruppe B vervollständigen, musste allerdings aufgrund von Visumproblemen absagen.
Spielergebnisse
| 21.07.2006 | Italien | – | Dänemark | 0:2 | (14:20, 15:20)       |
| 22.07.2006 | Italien | – | Dänemark | 2:1 | (8:20, 20:13, 20:16) |

## Qualifikationsspiel für das Halbfinale
Der Gruppensieger und -zweite der Gruppe A sowie der Gruppensieger der Gruppe B waren direkt für das Halbfinale qualifiziert, der Dritte der Gruppe A spielte gegen den Zweiten der Gruppe B um den Halbfinaleinzug.
| 22.07.2006 | Deutschland | - | Italien | 2:0 | (20:10, 20:13) |

## Halbfinale
| 22.07.2006 | Österreich | - | Dänemark    | 2:0 | (20:14, 20:10)        |
| 22.07.2006 | Schweiz    | - | Deutschland | 2:1 | (16:20, 20:14, 25:23) |

## Finalspiele
| Spiel um Platz 3 | Spiel um Platz 3 | Spiel um Platz 3 | Spiel um Platz 3 | Spiel um Platz 3 | Spiel um Platz 3             | Spiel um Platz 3 |
| ---------------- | ---------------- | ---------------- | ---------------- | ---------------- | ---------------------------- | ---------------- |
| 23.07.2006       | Dänemark         | –                | Deutschland      | 0:3              | (10:20, 12:20, 11:20)        |                  |
| Finale           |                  |                  |                  |                  |                              |                  |
| 23.07.2006       | Österreich       | –                | Schweiz          | 1:3              | (22:24, 20:14, 17:20, 16:20) |                  |

## Platzierungen
| Rang | Land        |
| ---- | ----------- |
| 1.   | Schweiz     |
| 2.   | Österreich  |
| 3.   | Deutschland |
| 4.   | Dänemark    |
| 5.   | Italien     |